# 葉震生
葉震生（？—1629年），號梅坞，山西平阳府聞喜縣人。

## 生平
震生中万历三十一年（1603年）癸卯科山西乡试举人，四十七年（1619年）己未科進士，资禀聪颍，气貌魁杰，性格刚正不苟，以会魁觀政吏部，四十八年授户部主事，天啓元年（1621年）調兵部武库司主事，改职方司，从总督王象乾赞画九边，多谋略，有边功，天啓三年（1623年）四月，加山東按察司副使職銜，仍管贊畫事，六月升密雲道兵備副使，忤珰，五年以考察归里。崇祯继位，天啓七年起补陕西洮岷道佥事，崇祯元年六月升本省副使、榆林道，分守靖边，政声籍甚，卒于官，二年改河南，本年卒，祀乡贤。

## 家族
曾祖葉開。祖父葉密，贈主事。父葉士敦，隆庆四年庚午举人，官平凉知府，积学博闻，善古文。